# 米子市立湊山中学校
米子市立湊山中学校（よなごしりつ みなとやまちゅうがっこう）は、鳥取県米子市愛宕町にある公立中学校。校舎は米子市中心市街地近くにある。

## 沿革
第三中学校
- 1947年4月 - 米子市立第三中学校創立。
- 1972年1月10日 - 米子市立第二中学校より明道校区を分離し第三中校区に変更し、福生・福米校区を分離し福原中とする条例改正が行われる。

湊山中学校
- 1972年4月5日 - 米子市立第二中学校の明道校区を編入し米子市立湊山中学校が開校。

## 部活動
- 生徒は全員いずれかの部に所属が義務付けられている。原則3年間同じ部活を継続する。

### 運動部
- 野球部（男子）
- 陸上部
- 駅伝部（シーズンのみ）
- 水泳部
- 剣道部
- 卓球部（男子）
- サッカー部（男子）
- ソフトテニス部
- バレーボール部（女子）
- バスケットボール部
- バドミントン部

### 文化部
- 吹奏楽部
- 美術部
- 科学部
- ロボコン部（シーズンのみ）

## 出身者
- 仲西翔自（バスケットボール選手） - 元島根スサノオマジック→現浜松・東三河フェニックス。
- 釜田佳吾（サッカー選手） - 元ガイナーレ鳥取、現クレーバース（鳥取県サッカーリーグ2部）。
- 住田貴彦（サッカー選手） - 大分トリニータ、ガイナーレ鳥取にレンタル移籍。

## 校区
- 校区は、明道小学校、就将小学校の通学区域となっている。

## 交通アクセス
- JR山陰本線米子駅から徒歩10分。